# Алексеєвський Євген Євгенович
Євген Євгенович Алексеєвський (20 березня 1906, місто Бобров, тепер Воронезької області, Російська Федерація — 3 січня 1979, місто Москва) — радянський діяч, міністр меліорації і водного господарства СРСР. Герой Соціалістичної Праці (19.03.1976). Депутат Верховної Ради УРСР 3—6-го скликань. Депутат Верховної Ради СРСР 7—9-го скликань. Кандидат у члени ЦК КПРС у 1966—1971 р. Член ЦК КПРС у 1971—1979 р.

## Біографія
Народився 20 (7) березня 1906 року в місті Бобров Воронезької губернії в родині вчителя.
У 1921—1922 роках — помічник податкового інспектора повітового продовольчого комітету.
У 1922—1924 роках — слухач робітничого факультету Воронезького університету.
У 1924—1925 роках — заступник секретаря Новохоперського повітового комітету ВЛКСМ Воронезької губернії.
Член ВКП(б) з 1925 року.
У 1926—1929 роках — член Президії Середньоазіатського бюро ЦК ВЛКСМ.
У 1929—1931 роках — заступник секретаря, секретар Курган-Тюбинського окружного комітету КП(б) Таджикистану.
У 1931—1934 роках — заступник народного комісара землеробства Таджицької РСР, заступник народного комісара водного господарства Таджицької РСР.
У 1934—1935 роках — начальник Політичного відділу Єфремовської машинно-тракторної станції(МТС) Московської області.
У 1935—1937 роках — начальник Калінінського обласного земельного управління.
У 1937 році призначений завідувачем сільськогосподарського відділу Калінінського обласного комітету ВКП(б).
14 листопада 1937 року був заарештований органами НКВС СРСР і більше 2-х років перебував під слідством. 16 грудня 1939 року справа була припинена. До 1940 року продовжував працювати завідувачем сільськогосподарського відділу Калінінського обласного комітету ВКП(б).
У 1940—1941 роках — народний комісар землеробства Таджицької РСР.
У 1941—1946 роках — у Червоній армії. Учасник німецько-радянської війни. Служив секретарем дивізійної партійної комісії, начальником політвідділу і комісаром 17-ї кавалерійської дивізії, заступником командира 17-ї і 20-ї гвардійських кавалерійських дивізій з політчастини. Учасник боїв на Західному, Брянському, 1-му Білоруському фронтах. Демобілізувався у 1946 році з Червоної армії та переїхав в Українську РСР.
У 1946 — червні 1948 року — начальник Ізмаїльського обласного земельного управління (з 1947 року — Ізмаїльського обласного управління сільського господарства).
У червні 1948 — травні 1950 року — заступник міністра сільського господарства Української РСР і начальник Головного управління водного господарства Міністерства сільського господарства Української РСР.
11 травня 1950 — квітень 1953 року — міністр бавовництва Української РСР.
У липні 1951 року отримав від Політбюро ЦК КП(б)У «сувору догану із занесенням в облікову картку» за «недостойну поведінку і не впорядковані сімейні справи».
З квітня по грудень 1953 року — заступник міністра сільського господарства та заготівель Української РСР.
У грудні 1953 — квітні 1955 року — 1-й заступник міністра сільського господарства Української РСР. У квітні 1955 — січні 1957 року — заступник міністра сільського господарства Української РСР та головний інспектор по луб’яних, технічних культурах і бавовництву.
У січні — липні 1957 року — 1-й заступник міністра сільського господарства Української РСР. У липні 1957 — грудні 1958 року — заступник міністра сільського господарства Української РСР із технічних культур — начальник головного управління цукрових буряків та інших технічних культур.
У 1957 році закінчив заочно Українську академію сільськогосподарських наук.
У грудні 1958 — липні 1960 року — начальник Головного управління з водного господарства при Раді міністрів УРСР, а в липні 1960 — 29 листопада 1963 року — голова Державного комітету Ради міністрів УРСР з водного господарства.
У листопаді 1963 — жовтні 1965 року — голова Державного виробничого комітету із зрошуваного землеробства і водного господарства СРСР — міністр СРСР.
2 жовтня 1965 — 3 січня 1979 року — міністр меліорації і водного господарства СРСР.
Похований на Новодівочому кладовищі Москви.

## Звання
- полковник (1942)

## Нагороди
- Герой Соціалістичної Праці (19.03.1976)
- чотири ордени Леніна (26.02.1958, 19.03.1966, 27.08.1971, 19.03.1976)
- чотири ордени Червоного Прапора (21.07.1942, 30.03.1943, 16.09.1943, 21.02.1945)
- орден Знак Пошани (23.01.1948)
- орден Богдана Хмельницького 2-го ст. (6.04.1945)
- ордени
- медалі